# Zwischenrechtsbehelf
Als Zwischenrechtsbehelf wird im deutschen Strafprozess eine Rüge während der Hauptverhandlung bezeichnet, mit der eine Anordnung des Vorsitzenden beanstandet wird.
Geregelt ist der Antrag auf gerichtliche Entscheidung in § 238 Absatz 2 StPO. Er kann von jedem Verfahrensbeteiligten zu jedem Zeitpunkt der Verhandlung gestellt werden. Gerichtsmitglieder (andere Richter und Schöffen) können sich zwar nicht auf diese Vorschrift unmittelbar berufen, jedoch ohnehin jederzeit eine Unterbrechung zu einer Beratung verlangen und somit einen Gerichtsbeschluss herbeiführen. Auch Zeugen und Sachverständige sind wegen an sie gerichtete Fragen rügeberechtigt, nicht jedoch Zuhörer.
Der Zwischenrechtsbehelf dient dazu, eine Anordnung des Vorsitzenden als unzulässig zu beanstanden und daraufhin einen Gerichtsbeschluss herbeizuführen. Ob die Anordnung tatsächlich unzulässig war oder nicht, entscheidet daraufhin das Gericht in voller Besetzung, also auch mit Schöffen. Auch in einer Verhandlung vor dem Strafrichter (Einzelrichter) am Amtsgericht ist der Zwischenrechtsbehelf möglich, obwohl in der Sache der gleiche Richter entscheidet, dann jedoch durch Beschluss, der in die Sitzungsniederschrift aufzunehmen ist. Der Beschluss kann auch als Anlage zu Protokoll genommen werden und den Beteiligten sofort in Abschrift ausgehändigt werden.
Der Rügeführer kann seine Beanstandung begründen. Die weiteren Beteiligten können Stellungnahmen abgeben. Bis zur Entscheidung für die Rüge wird nicht weiter verhandelt. In der Regel wird die Sitzung unterbrochen und das Gericht zieht sich zur Beratung zurück. Ausnahmsweise können Sachverhalte vorberaten werden und durch Handzeichen im Saal entschieden werden.
Bedeutung hat der Zwischenrechtsbehelf vor allem für die Revision. Eine Anordnung des Vorsitzenden kann nicht mehr in der Revision als unzulässig gerügt werden, sondern nur ein darauf ergehender Gerichtsbeschluss. Das gilt auch vor dem Strafrichter. Kommt es sogleich zu einem Gerichtsbeschluss bedarf es insoweit keiner Rüge in der Verhandlung. Revisibel sind demnach nur Gerichtsbeschlüsse. Aus diesem Grund muss jede Maßnahme des Vorsitzenden, die in der Revision gerügt werden soll, in der Verhandlung schon beanstandet werden. In der Praxis wird meist die Anordnung des Vorsitzenden bestätigt, wobei der Gerichtsbeschluss zu begründen ist.
Zuweilen wird eine exzessive Nutzung des Zwischenrechtsbehelfs als Konfliktverteidigung wahrgenommen. Dies ist insoweit unzutreffend als ein Beteiligter für eine spätere erfolgreiche Revision von Gesetzes wegen die Rüge erheben muss. Dass dadurch die Verhandlung erheblich verzögert werden kann, ist eine Folge der meist langen Beratungen des Gerichts. Jedoch verlangt gerade das Gesetz die Erhebung der Rüge, sodass dies nicht dem Rügeführer anzulasten ist.